# Bisphenol C2
Bisphenol C2 kurz (BPC2) ist eine chemische Verbindung aus der Gruppe der Bisphenole und ein Diphenylethen-Derivat. BPC2 ist eine mit Bisphenol A verwandte Verbindung und unterscheidet sich von diesem durch die Einbindung des zentralen Kohlenstoffatoms in ein Dichlorethensystem.

## Synthese
Bisphenol C2 kann durch Reaktion von Phenol mit Chloral und anschließende Eliminierung von HCl unter Einfluss einer Base hergestellt werden.

## Anwendungen
Wie andere Bisphenole wird Bisphenol C2 für die Herstellung von Polycarbonaten und anderen Kunststoffen bzw. Harzen eingesetzt, welche als Flammschutzmittel eingesetzt werden können.
Apple führt Bisphenol C2 auf seiner Liste der eingeschränkten Chemikalien für Materialien mit längerem Hautkontakt.

## Verwandte Verbindungen
Bisphenol C2 unterscheidet sich von Dichlordiphenyldichlorethen nur durch die zwei Hydroxygruppen an den Phenylgruppen.